# Frank Brichau
Frank Brichau (* 30. August 1949 in Halle; † 10. Juni 2017 in Hanzinelle, Florennes) war ein belgischer Comiczeichner.

## Werdegang
Sein erstes Comicalbum konnte Frank Brichau beim Verlag Deligne herausbringen. Als Hintergrundzeichner assistierte er Christian Denayer in Gord, TNT und Die Draufgänger. Tibet griff in Rick Master, Chick Bill und Aldo Remy ebenfalls auf ihn zurück. Seine Mitarbeit war auch in Michel Vaillant von Jean Graton gefragt. Mehrmals arbeitete er mit dem Verlag Lefrancq zusammen.

## Werke
- 1985: Lucas
- 1992: TNT
- 1994: Maigret